# Mark Neumark
Mark Aronowitsch Neumark (auch Naimark, russisch Марк Аронович Наймарк, wiss. Transliteration Mark Aronovič Najmark; * 5. Dezember 1909 in Odessa; † 30. Dezember 1978 in Moskau) war ein sowjetischer Mathematiker, der sich mit Funktionalanalysis und Darstellungstheorie beschäftigte.

## Leben
Neumark verbrachte in Odessa seine ersten Lebensjahre. Im Jahre 1929 begann er dort ein Studium und machte 1933 seinen ersten Abschluss. Anschließend arbeitete er ebenfalls in Odessa bei M. G. Krein, wo er 1936 eine Arbeit über normale Operatoren auf Hilberträumen einreichte.
Von 1938 bis 1941 arbeitete Neumark am Steklow-Institut für Mathematik der Akademie der Wissenschaften der UdSSR und war im Anschluss am Seismologischen Institut der UdSSR tätig, welches in den Jahren 1941 bis 1943 nach Taschkent verlagert worden war.
Im Jahre 1954 wurde Neumark Professor am Physikalisch-Technischen Institut in Moskau und hielt von 1962 bis zu seinem Lebensende eine Professur am Steklow-Institut für Mathematik.
Er veröffentlichte etwa 130 Aufsätze und fünf Monographien. 
Nach Neumark sind unter anderem der Satz von Gelfand-Neumark und die Gelfand-Neumark-Segal-Konstruktion benannt. 
Das von ihm formulierte Naimark-Problem trägt ebenfalls seinen Namen.
Er befasste sich auch mit unendlich dimensionalen Darstellungen von Liegruppen (auch von nicht kompakten wie der in der Physik wichtigen Lorentzgruppe) im Anschluss an Eugene Wigner.
1970 war er Invited Speaker auf dem Internationalen Mathematikerkongress in Nizza (Some problems and results in representation theory of complex semi-simple Lie groups).

## Schriften
- Normierte Algebren (= Hochschulbücher für Mathematik. Band 45). Deutscher Verlag der Wissenschaften, Berlin 1959, Harri Deutsch 1990 (russisch 1956).
- Theory of group representations. Springer, 1982 (russisch 1974).
- Lineare Darstellungen der Lorentzgruppe (= Hochschulbücher für Mathematik. Band 57). Deutscher Verlag der Wissenschaften, Berlin 1963 (englisch: Linear representations of the Lorentz group. Pergamon, Oxford 1964, russisch 1958).
- Lineare Differentialoperatoren. Akademie, Berlin 1960 (russisch 1954).
- mit Israel Gelfand: Unitäre Darstellungen der Klassischen Gruppen. Akademie, Berlin 1957 (russisch 1950).